# Чемпионат мира по самбо 2006
Чемпионат мира по самбо 2006 года прошёл в Софии 3-5 ноября, чемпионат мира по боевому самбо прошёл в Ташкенте с 30 сентября по 2 октября.

## Медалисты

### Мужчины
| Весовая категория | Золото                      | Серебро                       | Бронза                                                     |
| ----------------- | --------------------------- | ----------------------------- | ---------------------------------------------------------- |
| до 52 кг          | Денис Черенцов · Россия     | Бирлес Есенгалиев · Казахстан | Ушанги Кузанашвили · Грузия Костадин Табаков · Болгария    |
| до 57 кг          | Тимур Галлямов · Россия     | Евгений Генов · Болгария      | Ерлан Тажиков · Казахстан Автандил Цинцадзе · Грузия       |
| до 62 кг          | Виталий Сергеев · Россия    | Костадин Топалов · Болгария   | Айдар Каирбаев · Казахстан Абдулфаиз Муллоев · Таджикистан |
| до 68 кг          | Дмитрий Базылев · Беларусь  | Дмитрий Бабийчук · Украина    | Денис Мухин · Россия Стефан Шопов · Болгария               |
| до 74 кг          | Георгий Георгиев · Болгария | Тимур Рахматулаев · Израиль   | Давид Шенгелия · Грузия Карлос Очоа · Венесуэла            |
| до 82 кг          | Раис Рахматуллин · Россия   | Иван Васильчук · Украина      | Нико Куция · Грузия Лаерт Авагян · Армения                 |
| до 90 кг          | Миндия Бодавели · Грузия    | Альсим Черноскулов · Россия   | Полуджон Салихов · Таджикистан Евгений Сёмочкин · Беларусь |
| до 100 кг         | Кирилл Воловик · Украина    | Юрий Аликин · Россия          | Благой Иванов · Болгария Сергей Кухаренко · Беларусь       |
| свыше 100 кг      | Мурат Хасанов · Россия      | Арман Абеуов · Казахстан      | Звиад Чинчаладзе · Грузия Юрий Рыбак · Беларусь            |

### Женщины
| Весовая категория | Золото                       | Серебро                           | Бронза                                                       |
| ----------------- | ---------------------------- | --------------------------------- | ------------------------------------------------------------ |
| до 48 кг          | Ольга Лещанка · Беларусь     | Люция Гиниятуллина · Россия       | Эрденечимегийн Номин · Монголия Ирина Пауникова · Болгария   |
| до 52 кг          | Снежина Васильева · Болгария | Сусанна Мирзоян · Россия          | Марина Жарская · Беларусь Мунхбаатарын Бундмаа · Монголия    |
| до 56 кг          | Марина Корнеева · Россия     | Элица Рагева · Болгария           | Жанаргул Ахбаланова · Казахстан Анжела Паим · Беларусь       |
| до 60 кг          | Анна Репида · Молдова        | Олеся Кондратьева · Россия        | Ольга Панчук · Украина Раиса Балиева · Казахстан             |
| до 64 кг          | Анастасия Лешкова · Беларусь | Хурелбаатарин Бигермаа · Монголия | Юлия Кузина · Россия Ева Климасаускине · Литва               |
| до 68 кг          | Светлана Аверушкина · Россия | Мария Янчева · Болгария           | Мария Семенюк · Украина Санела Маркович · Сербия             |
| до 72 кг          | Светлана Галянт · Россия     | Екатерина Радзевич · Беларусь     | Яна Зозулина · Молдова Петя Петкова · Болгария               |
| до 80 кг          | Мария Оряшкова · Болгария    | Анастасия Матросова · Украина     | Дибрана Оразбекова · Казахстан Светлана Тимошенко · Беларусь |
| свыше 80 кг       | Ирина Родина · Россия        | Юлия Борисик · Беларусь           | Цека Бойлова · Болгария Елена Пациоу · Греция                |

### Боевое самбо
| Весовая категория | Золото                          | Серебро                        | Бронза                                                       |
| ----------------- | ------------------------------- | ------------------------------ | ------------------------------------------------------------ |
| до 52 кг          | Баир Ванжилов · Россия          | Отабек Алимов · Узбекистан     | Андрей Зинчук · Украина Вахе Отарян · Армения                |
| до 57 кг          | Орхонбаатар Сонинхуу · Монголия | Кодир Султанов · Узбекистан    | Денис Панин · Россия Чолпон Байтереков · Кыргызстан          |
| до 62 кг          | Дмитрий Симанов · Россия        | Нурлан Ералиев · Кыргызстан    | Еркебулан Шайхов · Украина Ализон Рахимов · Узбекистан       |
| до 68 кг          | Игорь Исайкин · Россия          | Темур Мухаббатов · Таджикистан | Роман Брамонтов · Казахстан Ализон Рахимов · Узбекистан      |
| до 74 кг          | Дамба Раднаев · Россия          | Султан Ильясов · Узбекистан    | Ерлан Келимбетов · Казахстан Нурлан Азимбаев · Кыргызстан    |
| до 82 кг          | Алексей Гагарин · Россия        | Идзуру Такэути · Япония        | Давид Григорян · Украина Сайяуш Касабаев · Казахстан         |
| до 90 кг          | Эльдор Глиамов · Узбекистан     | Владимир Дамдинов · Россия     | Сергей Котин · Казахстан Артурас Пранскявичус · Литва        |
| до 100 кг         | Дмитрий Заболотный · Кыргызстан | Александр Гаркушенко · Россия  | Константин Ришков · Украина Туренмурат Нурматов · Узбекистан |
| свыше 100 кг      | Александр Емельяненко · Россия  | Самад Рустамов · Узбекистан    | Янчо Димитров · Болгария Владимир Безегов · Украина          |

## Общий медальный зачёт
| Место | Страна      | Золото | Серебро | Бронза | Всего |
| ----- | ----------- | ------ | ------- | ------ | ----- |
| 1     | Россия      | 15     | 7       | 3      | 25    |
| 2     | Болгария    | 3      | 4       | 6      | 13    |
| 3     | Беларусь    | 2      | 2       | 6      | 10    |
| 4     | Украина     | 1      | 3       | 6      | 10    |
| 5     | Узбекистан  | 1      | 4       | 3      | 8     |
| 6     | Грузия      | 1      | 0       | 5      | 6     |
| 7     | Кыргызстан  | 1      | 1       | 2      | 4     |
| 7     | Монголия    | 1      | 1       | 2      | 4     |
| 9     | Молдова     | 1      | 0       | 1      | 2     |
| 10    | Казахстан   | 0      | 2       | 9      | 11    |
| 11    | Таджикистан | 0      | 1       | 2      | 3     |
| 12    | Армения     | 0      | 0       | 2      | 2     |
| 12    | Литва       | 0      | 0       | 2      | 2     |
| 13    | Израиль     | 0      | 1       | 0      | 1     |
| 13    | Япония      | 0      | 1       | 0      | 1     |
| 15    | Греция      | 0      | 0       | 1      | 1     |
| 15    | Сербия      | 0      | 0       | 1      | 1     |
| 15    | Венесуэла   | 0      | 0       | 1      | 1     |
| Итого | Итого       | 27     | 27      | 54     | 108   |